# Patrick Mutombo
Patrick Mutombo Kabongo (Kinshasa, 7 marzo 1980) è un ex cestista e allenatore di pallacanestro della Repubblica Democratica del Congo naturalizzato belga.
Giocatore di 197 centimetri, giocava nel ruolo di ala piccola ma anche di ala grande. Dalla stagione 2011-12 è uno degli assistenti del coach George Karl ai Denver Nuggets, con il ruolo di "Player Development Coordinator", mentre un anno dopo è stato promosso ad assistant coach.
Il 28 giugno 2022 viene annunciato come assistente allenatore di Monty Williams ai Phoenix Suns.

## Carriera
In giovane età si trasferisce dalla natia Africa presso Bruxelles, dove il padre trova lavoro in qualità di ricercatore universitario. Qui si appassiona alla pallacanestro, e dopo aver svolto la trafila delle giovanili negli Hannut St. Louis, nel 1998-99 arriva la sua prima esperienza in prima squadra con la maglia del Gilly.
Decide poi di emigrare negli Stati Uniti per conciliare sport e studi. Trascorre i quattro anni del college (fino al 2002-03) a Denver presso il Metropolitan State College; in terra americana conoscerà anche la sua futura moglie, congolese come lui.
Le stagioni successive è all'opera nel campionato italiano, vestendo in primis la casacca in Serie A della Pallacanestro Messina (2003-04, annata del fallimento della società sicula). Dopo questa esperienza viene ingaggiato nel 2004-05 da Roseto, dove apporta poco più di 7 punti a gara. La sua carriera nella massima serie prosegue giocando ad Avellino e Udine.
A marzo 2007, una Ferrara in Legadue, ma lanciatissima verso la promozione in A, lo ingaggia per sostituire l'infortunato Oluoma Nnamaka.
Ha fatto parte della Nazionale del Belgio dal 2004 al 2006.